# Aleksander Čeferin

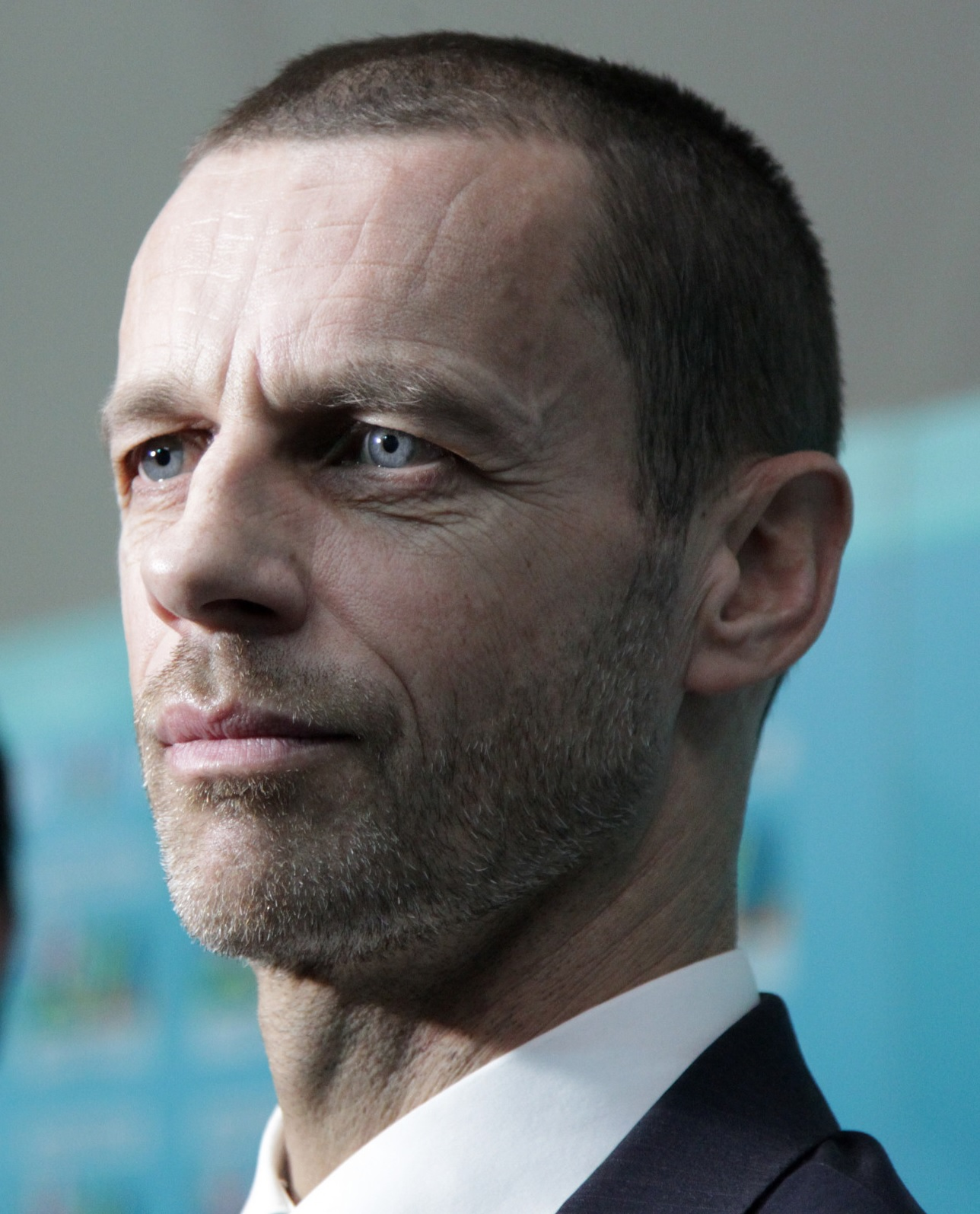
Aleksander Čeferin (2017)

Aleksander Čeferin (* 13. Oktober 1967 in Ljubljana, Sozialistische Föderative Republik Jugoslawien) ist ein slowenischer Fußballfunktionär und Rechtsanwalt. Zwischen 2011 und 2016 fungierte er als Präsident des slowenischen Fußballverbandes NZS. Am 14. September 2016 wurde er zum Präsidenten der UEFA gewählt.

## Biografie
Nach einem Diplom in Rechtswissenschaften der Universität Ljubljana 1991 arbeitete er in der Anwaltskanzlei seiner Familie und vertrat vor allem Sportvereine und Sportler. Später übernahm er die Leitung der Kanzlei von seinem Vater.

### Funktionär
Im Jahr 2005 wurde Čeferin Mitglied des Exekutivkomitees des Amateurklubs FC Ljubljana Lawyers. Zwischen 2006 und 2011 war er Mitglied bei NK Olimpija Ljubljana.
2011 wurde Čeferin zum Präsidenten des Slowenischen Fußballverbandes gewählt. Zwischen 2011 und 2016 war er zudem zweiter bzw. dritter Vize-Vorsitzender der UEFA-Kommission für Rechtsfragen.
Journalisten der norwegischen Fußball-Zeitschrift Josimar entdeckten Widersprüche in seinem Lebenslauf, die bisher nicht aufgeklärt werden konnten. So bestehen Zweifel daran, ob er nach den slowenischen Statuten lange genug im Vorstand eines Fußballvereins aktiv war, bevor er die Verbandspräsidentschaft übernahm. Auch sein Engagement beim Futsal-Club KMN Svea Lesna Litija wird in Frage gestellt.

### UEFA-Präsidentschaft
Am 14. September 2016 wurde Čeferin zum siebten Präsidenten der UEFA gewählt. Damit wurde er automatisch auch ein Vizepräsident der FIFA. Auf dem UEFA-Kongress in Athen erhielt er 42 Stimmen, sein Gegenkandidat, der Niederländer Michael van Praag, bekam 13 Stimmen. Bei der Wahl wurde er u. a. vom DFB und vom ehemaligen UEFA-Generalsekretär und späteren FIFA-Chef Gianni Infantino unterstützt.
Im April 2017 wurden einige Reformvorschläge von Čeferin im Bereich des „Good Governance“ angenommen, darunter auch die Einführung einer zeitlichen Obergrenze der UEFA-Präsidentschaft sowie der Mitgliedschaft im UEFA-Exekutivkomitee. Außerdem müssen Kandidaten für das Exekutivkomitee seither eine führende Rolle (Präsident, Vizepräsident, Generalsekretär oder CEO) in ihren nationalen Verbänden innehaben.
Čeferin sprach sich außerdem immer wieder dafür aus, die Maßnahmen zum Finanziellen Fairplay, die seit 2009 in Kraft sind, zu verschärfen. Am 7. Februar 2019 wurde er für vier weitere Jahre im Amt bestätigt. Am 5. April 2023 wurde er per Akklamation für weitere vier Jahre gewählt. 2027 will er nicht erneut antreten.

### Positionen im Sport
Laut Medienberichten unterstützt Čeferin die Bewerbung Skandinaviens für die EM 2028. Im Gegenzug sollen Schweden, sowie Finnland, Dänemark und Norwegen frühzeitig ihre Unterstützung für Čeferin öffentlich gemacht haben. Diese Übereinkunft soll auf Vermittlung von Gianni Infantino und seinem Berater, dem Norweger Kjetil Siem, zustande gekommen sein.
Čeferin will auch weiterhin die Fußball-Europameisterschaft mit 24 statt wie zuvor mit 16 Mannschaften austragen lassen. Einer angedachten Aufstockung des Teilnehmerfeldes auf 40 Länder bei Fußball-Weltmeisterschaften steht er hingegen skeptisch gegenüber. Die Idee einer europäischen Superliga als Konkurrenz zur bisherigen UEFA Champions League bezeichnete er als „Krieg gegen die UEFA“.
Čeferin schlug vor, das Finale der europäischen Champions League auf andere Kontinente, etwa nach New York zu verlegen. Dies stieß umgehend auf Kritik.

### Privatleben
Aleksander Čeferin ist verheiratet und Vater von drei Kindern. Er betreibt oder betrieb aktiv die Sportarten Fußball, Futsal, Karate und Motorsport. Er spricht neben Slowenisch auch Englisch, Italienisch, Bosnisch und Serbokroatisch.